# Pfahlbach (Kocher)
Der Pfahlbach ist ein weniger als sechs Kilometer langes ganzjähriges Fließgewässer 3. Ordnung im Hohenlohekreis im nordöstlichen Baden-Württemberg, der nach ungefähr westlichen Lauf im Dorf Ohrnberg der Stadt Öhringen von links in den unteren Kocher mündet.

## Geographie

### Verlauf
Der Pfahlbach entsteht auf ca. 300 m ü. NHN im Nordzipfel des Golfplatzes beim Dorf Friedrichsruhe der Gemeinde Zweiflingen. Er ist der Ausfluss eines schon zu Zeiten vor der Einrichtung des Golfplatzes bestehenden Teiches an der Quelle Schellenbrunnen, die etwas weiter bergaufwärts im Bereich einer kleinen feuchten Kuhle liegt und keinen offenen Abfluss zum Teich hin hat. Der Pfahlbach fließt zunächst nordwärts und wendet sich schon nach hundert Meter in den Schellenwiesen auf künftighin beständig etwa westlichen Lauf. Der Lauf ist dabei anfangs ein sehr gerader, unscheinbarer Graben ohne Strauch- oder Baumbewuchs am Ufer, der in seiner natürlichen Mulde neben einem befestigten Feldweg einherzieht. Wenig südlich des Ortsrandes von Zweiflingen löst er sich vom begleitenden Weg und wird nun von der K 2330 nahe am rechten Unterhang begleitet. Am Ortsanfang des Zweiflinger Dorfes Pfahlbach quert diese Straße den Lauf und zieht über die südliche Wasserscheide weiter nach dem Zweiflinger Dorf Westernbach im Tal des gleichnamigen Nachbarbaches. Der Pfahlbach durchquert das Dorf größtenteils oder ganz verdolt und fließt danach wieder offen.
Nachdem er noch ein außerörtliches Gebäude und einen Lagerplatz passiert hat, nimmt der Bach am Beginn eines kurzen südwestwärts laufenden Abschnitts ein natürlicheres Gepräge an. Eine begleitende Baumreihe beginnt, linksseits kurz unterbrochen durch eine kleine Kläranlage. Das nun einen bis zweieinhalb Meter breite und bis zu drei Meter eingetiefte Bett beginnt sich leicht zu mäandern. Am Hang steht Wald, der Bach läuft am Waldrand oder in der noch offenen Wiesenaue. Diese endet im Gewann Katzenloch, wo der Bach in den nun das ganze Tal erfüllenden Wald eintritt und bald nur noch periodisch Durchfluss hat. Er wechselt dabei über auf die Gemarkung des Stadtteils Ohrnberg von Öhringen.
Später fließt vom rechtsseits stehenden Waldberg Hörnle ein kleiner Bach mit Sinterstufen zu und im inzwischen zwei bis vier Meter breiten Bett des Pfahlbachs fließt wieder beständiger Wasser. Linksseits öffnet sich der Wald zu einer anfangs breiten und sich dann wieder verschmälernden Waldwiese am Unterhang, der gegenüber das längste Seitental des Baches vom Zweiflinger Dorf Eichach her zumündet, das allerdings erst auf den letzten dreihundert Metern beständig Wasser führt. Ein besserer Wirtschaftsweg begleitet inzwischen wieder den Bach am rechten, deshalb teilweise verbauten Ufer, während der nun bis zu sechs Metern breite Bach Gumpen im Lauf hat und Baumwurzeln am linken Ufer unterspült.
Zwischen der Winterhalde links und dem Hörnlesberg rechts, dem diesseitigen Hang des Mündungssporns Buckelberg, erreicht der Pfahlbach den Ortsrand von Ohrnberg, kehrt sich um die Spornspitze schnell nach Norden, unterquert die Sindringer Straße im Dorf, gleich darauf die L 1045 und mündet dann auf ca. 175 m ü. NHN von links in den unteren Kocher, etwa zweihundert Meter oberhalb der dörflichen Flussbrücke und der danach gleich folgenden Mündung der sehr viel wasserreicheren Ohrn von derselben Seite. 
Der Pfahlbach mündet nach einem etwa 5,6 km langen Lauf mit mittlerem Sohlgefälle von etwa 22 ‰ etwa 125 Höhenmeter unterhalb seines Ursprungs am Quellteich.

### Einzugsgebiet
Der Pfahlbach hat ein 10,3 km² großes Einzugsgebiet, das naturräumlich gesehen zu den Kocher-Jagst-Ebenen gehört, zum größten Teil zu dessen Unterraum Ohrnwaldriedel, mit deutlich kleinerem mündungsnahen Teil zum Unterraum Unteres Kochertal. Sein mit 344,2 m ü. NHN höchster Punkt liegt etwa 1,3 km nordwestlich von Pfahlbach im Salmenwald nahe dem dortigen Wasserreservoir. Auf etwas über einem Drittel des sehr rechtslastigen Einzugsgebietes steht Wald, in einem breiten Streifen von der nordöstlichen Wasserscheide über den Salmenwald nach Südwesten bis zum Hörnle rechts des Unterlaufs sowie linksseits des Mittel- und Unterlaufs von der Wasserscheide oft bis herab in den Talgrund. Die offene Flur wird fast ganz beackert, sie zerfällt in die Höhenrodungsinsel um Eichach im Nordwesten und die große zusammenhängende offene Fläche teils links-, vor allem aber rechtsseits um Zweiflingen und Pfahlbach.
Außer dem Mündungsdorf Ohrnberg der Stadt Öhringen sind auch alle anderen Siedlungsplätze Dörfer, gehören aber zur Gemeinde Zweiflingen. Pfahlbach liegt am Mittellauf, Zweiflingen selbst in geringer Entfernung rechts des Oberlaufs am Unterhang. In etwas größerer Entfernung vom Quellteich stehen wenige Häuser des sich weit überwiegend jenseits der südlichen Wasserscheide erstreckenden Friedrichsruhe. Eichach liegt im Nordwesten größtenteils innerhalb der Wasserscheide am Beginn des anfangs trockenen längsten Nebentales.
Weniger als ein Hektar am Nordrand des Gebietes nahe dem außerhalb liegenden Sindringer Schießhof gehört zur Stadt Forchtenberg, etwa ein Siebtel von ihm nahe der Mündung zur Ohrnberger Stadtteilgemarkung von Öhringen, der ganze übrige Teil zur Gemeinde Zweiflingen.
Reihum grenzen die Einzugsgebiete der folgenden Nachbargewässer an:
- Der Lauf des aufnehmenden Kochers liegt im Westnordwesten recht nahe, so dass ihm von der Wasserscheide her allein drei nur zeitweilig wasserführende Klingen zulaufen, im Norden liegt dessen Lauf noch näher, dort hat er gar keinen linken Zufluss;
- noch näher als der Kocher verläuft im Nordosten die untere Sall, ihr fließt alleine nahe der Ostspitze des Pfahlbach-Einzugsgebietes ein kurzer Klingenbach von links her zu;
- im Süden entwässern von Ost nach West der Maßholderbach, sein rechter Zufluss Langwiesenbächle und der Westernbach südwärts zur Ohrn;
- im Südwesten rückt der Lauf der kurz nach dem Pfahlbach in den Kocher mündenden Ohrn so nahe an die Wasserscheide, dass ihr dort nur drei kurze und ebenfalls nur zeitweilig wasserführende Hangbäche zulaufen.

### Zuflüsse und Seen
Liste der Zuflüsse und  Seen von der Quelle zur Mündung. Gewässerlänge, Seefläche, Einzugsgebiet und Höhe nach den entsprechenden Layern auf der Onlinekarte der LUBW. Andere Quellen für die Angaben sind vermerkt.
Ursprung des Pfahlbachs auf etwa 300 m ü. NHN als Abfluss eines Teich am Schellenbrunnen.
- Quellteich auf etwa 300 m ü. NHN am Schellenbrunnen im Nordzipfel des Golfplatzes von Zweiflingen-Friedrichsruhe, etwas über 0,3 ha. Der eigentliche Schellenbrunnen liegt etwa 0,1 km südöstlich des Teichufers und etwa 10 Höhenmeter weiter oben im Bereich einer feuchten Kuhle und hat keinen offenen Abfluss zum Teich.
- (Graben vom Etzfeld), von rechts und Nordnordosten auf etwa 284 m ü. NHN wenig südwestlich von Zweiflingen, ca. 0,7 km und ca. 0,3 km². Entsteht auf etwa 320 m ü. NHN an einer Feldweggabel am Ertzfeld nordwestlich von Zweiflingen. Unbeständig, anfangs von einem Feldweg, später lange von einer Hecke begleitet.
- (Graben vom Rand des Gerberholzes), von rechts und Norden auf etwa 274 m ü. NHN kurz vor Zweiflingen-Pfahlbach, ca. 1,6 km und ca. 0,9 km². Entsteht auf etwa 320 m ü. NHN im Feldgewann Seefeld nahe der K 2329 Zweiflingen–Eichach. Abschnittsweise unbeständig, durchfließt längstenteils den Grund.
- (Bach entlang dem Limesweg), von links und Südosten auf etwa 270 m ü. NHN in Zweiflingen-Pfahlbach, ca. 0,8 km und ca. 0,7 km². Entfließt einer Quelle an und einem Teich neben der K 2330 Zweiflingen-Westernbach–Pfahlbach. Unbeständig und auf langer Strecke unterirdisch fließend.
  -  Quellteich auf etwa 305–300 m ü. NHN Am unteren Rand des Waldgewanns Pfahldöbel zum Feldgewann Asang, knapp 0,1 ha.
- (Waldklingenbach am Hörnle), von rechts und Nordosten  auf etwa 209 m ü. NHN, ca. 0,2 km[LUBW 9] und unter 0,3 km². Entsteht auf bis etwa 265 m ü. NHN am Südhang des bewaldeten Hörnles.
- (Bach aus Richtung Eichach), von rechts und Nordosten auf knapp 200 m ü. NHN zwischen Hörnle links und Hörnlesberg rechts, 1,3 km[LUBW 9] und ca. 2,8 km². Entsteht auf etwas unter 270 m ü. NHN etwa am Beginn der Bewaldung in der zuvor schon ca. 1,2 km von Zweiflingen-Eichach her südwärts heranziehenden, zuvor bettlosen Talmulde (Eich-)Grund, fließt aber von dort an längstenteils unterm Schotterbett der Bachrinne; erst die letzten ca. 0,3 km des Laufs zeigen beständigeren oberirdischen Durchfluss.

Mündung des Pfahlbachs von links und zuallerletzt Süden auf etwa 175 m ü. NHN in Öhringen-Ohrnberg in den unteren Kocher, knapp 0,2 km oberhalb der Ohrnberger Flussbrücke, nach der die größere Ohrn von derselben Seite mündet. Der Bach ist 5,6 km lang und hat ein 10,3 km² großes Einzugsgebiet.

## Geologie
Der Pfahlbach verläuft von Anfang bis Ende im Oberen Muschelkalk, ebenso längstenteils die zumündenden Bäche, die alle zur Austrocknung neigen. Einen ähnlich großen Anteil am Einzugsgebiet hat der auf den Höhen dem Muschelkalk aufliegende Lettenkeuper (Erfurt-Formation). Wie für die Großlandschaft typisch, gibt es im Übergangsbereich der beiden Schichten infolge der Verkarstung des Muschelkalks zahlreiche Dolinen, die sich vor allem im breiten Waldstreifen vom Gerberholz bis zum Hörnle erhalten haben und teils schwarmartig auftreten, teils in dichter Reihe aufeinanderfolgen. Auf dem mesozoischen Lettenkeuper liegt stellenweise in meist großen Schichtinseln Lösssediment aus quartärer Ablagerung. Viel Hangschutt liegt ab Pfahlbach an den Flanken und auf dem Grund der Talmulden.
Das Einzugsgebiet schließt südwestlich an die Sindringer Störung an, einen tektonischen Graben, der von Südost nach Nordwest dem unteren Salltal folgt. Ungefähr parallel zu dieser verlaufen etliche meist kurze Störungen im Einzugsgebiet, die seine starke Verkarstung begünstigt haben.

## Schutzgebiete
Südlich des Dorfes Pfahlbach zieht sich über die Wasserscheide hinweg das kleine Limes bei Pfahlbach genannte Landschaftsschutzgebiet. Dort ist im Wald im Gewann Pfahldöbel auf etwa einem halben Kilometer Länge der Verlauf eines Abschnitts des Obergermanisch-Rätischen Limes an erhaltenen Wall- und Grabenstrukturen zu erkennen. Die Trasse des Limes, zu dem unter anderem eine Palisade gehörte, durchquert das Einzugsgebiet auf fast drei Kilometern Länge, dicht am östlichen Ortsrand des Dorfes Pfahlbach vorbei, dessen Name von einer germanische Bezeichnung für den Limes abgeleitet ist. Für den Gewässernamen Pfahlbach wird angesichts des Grundwortes -bach im Ortsnamen wohl dasselbe gelten.
Beidseits dieses erkennbaren Limesabschnitts erstreckt sich ein Wasserschutzgebiet, dessen kleinerer Teil diesseits der Wasserscheide liegt.

### LUBW
Amtliche Online-Gewässerkarte mit passendem Ausschnitt und den hier benutzten Layern: Lauf und Einzugsgebiet des Pfahlbachs

Allgemeiner Einstieg ohne Voreinstellungen und Layer: Daten- und Kartendienst der Landesanstalt für Umwelt Baden-Württemberg (LUBW) (Hinweise)
1. 1 2 3  Höhe nach dem Höhenlinienbild auf dem Hintergrundlayer Topographische Karte.
2. 1 2  Länge nach dem Layer Gewässernetz (AWGN).
3. 1 2  Einzugsgebiet nach dem Layer Basiseinzugsgebiet (AWGN).
4. ↑  Bachnatur teilweise nach dem Layer Biotop.
5. ↑  Höhe nach grauer Beschriftung auf dem Hintergrundlayer Topographische Karte.
6. ↑  Länge abgemessen auf dem Hintergrundlayer Topographische Karte.
7. ↑  Seefläche nach dem Layer Stehende Gewässer.
8. ↑  Einzugsgebiet abgemessen auf dem Hintergrundlayer Topographische Karte.
9. 1 2  Länge des Begleitbiotops, abgemessen auf dem Hintergrundlayer Topographische Karte mit dem Layer Biotop.
10. ↑  Lage der Dolinen auf dem Layer Biotop.
11. ↑  Schutzgebiete nach den einschlägigen Layern.

### Andere Belege
1. 1 2  Wolf-Dieter Sick: Geographische Landesaufnahme: Die naturräumlichen Einheiten auf Blatt 162 Rothenburg o. d. Tauber. Bundesanstalt für Landeskunde, Bad Godesberg 1962. → Online-Karte (PDF; 4,7 MB)
2. ↑  Name des Buckelbergs nach Ohrnberg – Altgemeinde ~Teilort auf dem landesgeschichtlichen Informationssystem www.leo-bw.de, abgefragt am 21. Juli 2021. Der Bergname ist auf den üblichen Karten nicht eingetragen.
3. ↑  Geologie nach den Layern zu Geologische Karte 1:50.000 auf: Mapserver des Landesamtes für Geologie, Rohstoffe und Bergbau (LGRB) (Hinweise)
4. ↑  „795 (Кор. 12. Jahrhundert) Phalbach, Ort der fränkischen Ausbauzeit unmittelbar hinter dem als Pfahldöbel bezeichneten Limes, von dessen germanischer Bezeichnung der Ortsname abgeleitet ist.“ Nach Pfahlbach – Wohnplatz auf dem landesgeschichtlichen Informationssystem www.leo-bw.de, abgefragt am 21. Juli 2021. Der Gewässername Pfahlbach wird bei www.leo-bw.de nicht erwähnt.